# Alex Zanardi
Alessandro Leone Zanardi, detto Alex (Bologna, 23 ottobre 1966), è un ex pilota automobilistico ed ex paraciclista italiano.
Nell'automobilismo si è laureato campione CART nel 1997 e 1998, e campione italiano superturismo nel 2005. Nel paraciclismo ha conquistato quattro medaglie d'oro ai Giochi paralimpici di Londra 2012, quattro a quelli di Rio 2016, e dodici titoli ai campionati mondiali su strada.

## Biografia
Zanardi è nato a Bologna da Dino, idraulico, e Anna, sarta. Da bambino si trasferì con la famiglia a Castel Maggiore, a pochi chilometri dal capoluogo emiliano: qui sviluppò la passione per i motori, appassionandosi alla Formula 1. Aveva anche una sorella maggiore, Cristina, morta a seguito di un incidente stradale nel 1979. Diplomatosi come geometra, Alex è sposato dal 1996 con Daniela; la coppia ha un figlio, nato nel 1998.
Il 15 settembre 2001, durante una gara del campionato CART al Lausitzring, in Germania, Zanardi perde improvvisamente il controllo della vettura, che viene centrata da quella del pilota Alex Tagliani; l'incidente gli costa l'amputazione di entrambi gli arti inferiori. Dopo 16 operazioni chirurgiche e 7 arresti cardiaci, Zanardi riesce a sopravvivere e il grave infortunio non gli impedisce di proseguire la sua carriera come pilota, e successivamente come paraciclista.
Nel 2003 viene pubblicata la sua prima autobiografia ...però, Zanardi da Castel Maggiore!, proseguita nel 2016 con Volevo solo pedalare: ...ma sono inciampato in una seconda vita, entrambe scritte da Zanardi in collaborazione con il giornalista Gianluca Gasparini.
Il 19 giugno 2020, durante una staffetta di beneficenza in handbike, rimane coinvolto in un incidente sulla Statale 146 a Pienza, in Toscana, perdendo il controllo del mezzo e scontrandosi con un camion; sottoposto a un intervento neurochirurgico e maxillo-facciale al policlinico le Scotte di Siena, rimane in gravi condizioni in terapia intensiva e con prognosi riservata. Dopo circa un mese di coma farmacologico e ulteriori tre operazioni, a fine luglio viene trasferito dapprima in un centro specializzato di Lecco e, a seguito di alcune complicazioni, in terapia intensiva all'Ospedale San Raffaele di Milano. A novembre dello stesso anno, avendo raggiunto una «condizione fisica e neurologica di generale stabilità», viene trasferito all'Azienda Ospedaliera di Padova: qui nel gennaio 2021 riacquista la coscienza.
A dicembre 2021 Zanardi rientra a casa, dove prosegue la sua riabilitazione seguito da professionisti e dalla famiglia.

## Automobilismo

### Carriera

#### Gli anni nei kart
A quattordici anni il padre gli regalò il suo primo kart e Zanardi cominciò a praticare regolarmente la sua passione con alcuni amici. Il suo esordio avvenne a Vado, in una gara sponsorizzata dalla Pubblica assistenza nel 1980. Dopo un paio di anni di apprendistato, in cui affinò il suo stile di guida, tanto da guadagnarsi il soprannome di Parigino per la sua abilità nella gestione del mezzo, cominciò a ottenere risultati di rilievo e nel 1982 si iscrisse al campionato nazionale, nella categoria 100cc.
Nonostante un mezzo scarsamente competitivo nonché la sola assistenza del padre che gli faceva da meccanico, a fine anno riuscì a concludere terzo in classifica generale; attirò così l'attenzione del proprietario di un'azienda produttrice di pneumatici per kart, che gli garantì la sponsorizzazione necessaria per passare alla categoria 100 Super e fare le prime apparizioni in gare di livello internazionale.
Dopo aver disputato una buona stagione nel 1983 e una più altalenante nel 1984, Zanardi cominciò a cogliere diversi successi: correndo come pilota non ufficiale per il team di Achille Parrilla, riuscì a conquistare il titolo italiano nel 1985, vincendo tutte le gare tranne una, e si impose al Gran Premio di Hong Kong, risultato che ripeté nel 1988. Si riconfermò inoltre campione italiano e vinse il campionato europeo nella categoria 135cc. nel 1987.
Proprio in quell'anno fu protagonista di un episodio singolare in una gara a Göteborg: protagonista di un lungo duello con Massimiliano Orsini, all'ultimo giro venne speronato da quest'ultimo, che si ritirò. Nel tentativo di portare comunque a termine la gara, decise di spingere il kart fino al traguardo, ma venne bloccato dal padre di Orsini, che era nel frattempo entrato in pista scavalcando le barriere; questo episodio permise a Michael Schumacher, fino a quel momento in terza posizione, di laurearsi campione europeo nella categoria 100cc.

#### Le formule minori
Nel 1988 esordì nella F3 italiana, con una Dallara-Alfa Romeo del team di Coperchini, grazie anche all'aiuto del padre di Max Papis, con cui aveva stretto amicizia ai tempi dei kart, che lo sostenne finanziariamente e ad alcuni sponsor personali. Durante questa stagione ebbe, però, alcune difficoltà ad adattarsi al nuovo tipo di vetture e non andò oltre un quinto posto. L'anno seguente passò nella squadra di Ruggero Zamagna e si ritrovò a pilotare una Ralt-Toyota, con cui ottenne le prime soddisfazioni, come la pole position nella gara inaugurale di Vallelunga, conclusa poi al secondo posto, ma per via delle fragilità del motore nipponico e anche a causa del passaggio da parte della scuderia a una benzina senza piombo per la prima vittoria dovette attendere il 1990.
Lo stesso anno conobbe anche la futura moglie Daniela che in breve tempo sarebbe divenuta la sua compagna di vita. Con il passaggio al team RC Motorsport riuscì a imporsi in due appuntamenti e sfiorò il titolo italiano, giungendo secondo a tre punti da Roberto Colciago. Partì inoltre in pole position al Gran Premio di Monaco di Formula 3 e vinse la Coppa Europa in prova unica a Le Mans (dopo la squalifica di Schumacher).
Nel 1991 decise quindi di passare in Formula 3000, categoria nel quale aveva già esordito a fine 1989 in una gara, guidando per il team "Il Barone Rampante", al volante di una Reynard. Nonostante diversi interrogativi antecedenti l'inizio della stagione, che in particolare riguardavano il fatto che pilota e scuderia fossero praticamente esordienti, vinse la gara d'esordio a Vallelunga, ripetendosi un paio di mesi dopo al Mugello. Nonostante le otto partenze in prima fila su dieci gare (tra cui le pole position di Pau, Mugello, Pergusa e Brands Hatch) non riuscì a conquistare il titolo, che andò a Christian Fittipaldi, in particolare a causa di problemi di affidabilità che colpirono Zanardi durante la stagione. Venne comunque premiato da Autosprint alla cerimonia dei "Caschi d'oro" come miglior pilota italiano dell'anno ed ebbe modo di testare per la prima volta una vettura di Formula 1, guidando una Footwork Arrows.

#### Gli esordi in Formula 1 (1991-1994)

##### Jordan (1991)
Le convincenti prestazioni in Formula 3000 attirarono l'attenzione di diversi addetti ai lavori di Formula 1. Zanardi venne infatti contattato, a seguito del Gran Premio del Belgio, sia da Eddie Jordan, manager dell'omonima squadra, che cercava un pilota che sostituisse Michael Schumacher, in procinto di passare alla Benetton, sia dalla stessa squadra anglo-italiana per tutelarsi nel caso il passaggio non fosse andato a buon fine. Fallita l'occasione di esordire al Gran Premio d'Italia, il debutto avvenne al successivo Gran Premio di Spagna, quando Jordan decise di sostituire Roberto Moreno, che non rientrava nei piani della scuderia, con Zanardi per le ultime tre gare stagionali.
Nonostante non fosse riuscito a eseguire alcun test preliminare, in quanto era impegnato a disputare le ultime gare di Formula 3000, il pilota italiano si qualificò ventesimo e in gara ottenne il nono posto. Dopo un ritiro per la rottura del cambio a Suzuka mentre si trovava in ottava posizione e dimostrava una buona competitività, replicò il risultato della gara d'esordio in Australia in una corsa interrotta dopo pochi giri a causa della pioggia.

##### Minardi (1992)
Nonostante i buoni risultati ottenuti e il desiderio da parte di Eddie Jordan di confermarlo per la stagione successiva, il team irlandese versava in una situazione finanziaria precaria e necessitava di ingenti sponsor di cui Zanardi non disponeva. Il budget per disputare la stagione venne trovato solo grazie all'accordo con la Sasol, che però impose come secondo pilota Maurício Gugelmin. Fu quindi costretto a cercare un'altra scuderia e firmò un contratto con Ken Tyrrell per correre la prima gara stagionale con la sua squadra, ma il maggior introito economico garantito da De Cesaris fece sì che il bolognese si ritrovasse senza un volante. Flavio Briatore gli propose allora di assumerlo come collaudatore e terza guida per la Benetton, affidandogli il compito di svolgere test aerodinamici per lo sviluppo della vettura.
A metà stagione, tuttavia, Gian Carlo Minardi gli diede l'occasione di disputare tre corse in sostituzione di Christian Fittipaldi, infortunatosi durante le prove del Gran Premio di Francia. La scarsa confidenza con la monoposto della Minardi, unita a una forma fisica non perfetta dovuta alla sostanziale inattività agonistica, non favorirono il pilota bolognese nell'ottenere buoni risultati; dopo aver mancato la qualificazione in Gran Bretagna, in Germania fu costretto al ritiro nel corso del primo giro per la rottura del cambio. L'ultima gara stagionale fu, per lui, il Gran Premio d'Ungheria, in cui mancò nuovamente la qualificazione, dopodiché ritornò alla Benetton per proseguire i test, dedicandosi a sessioni di collaudo del nuovo sistema di sospensioni attive che sarebbe stato utilizzato nel 1993.

##### Lotus (1993-1994)

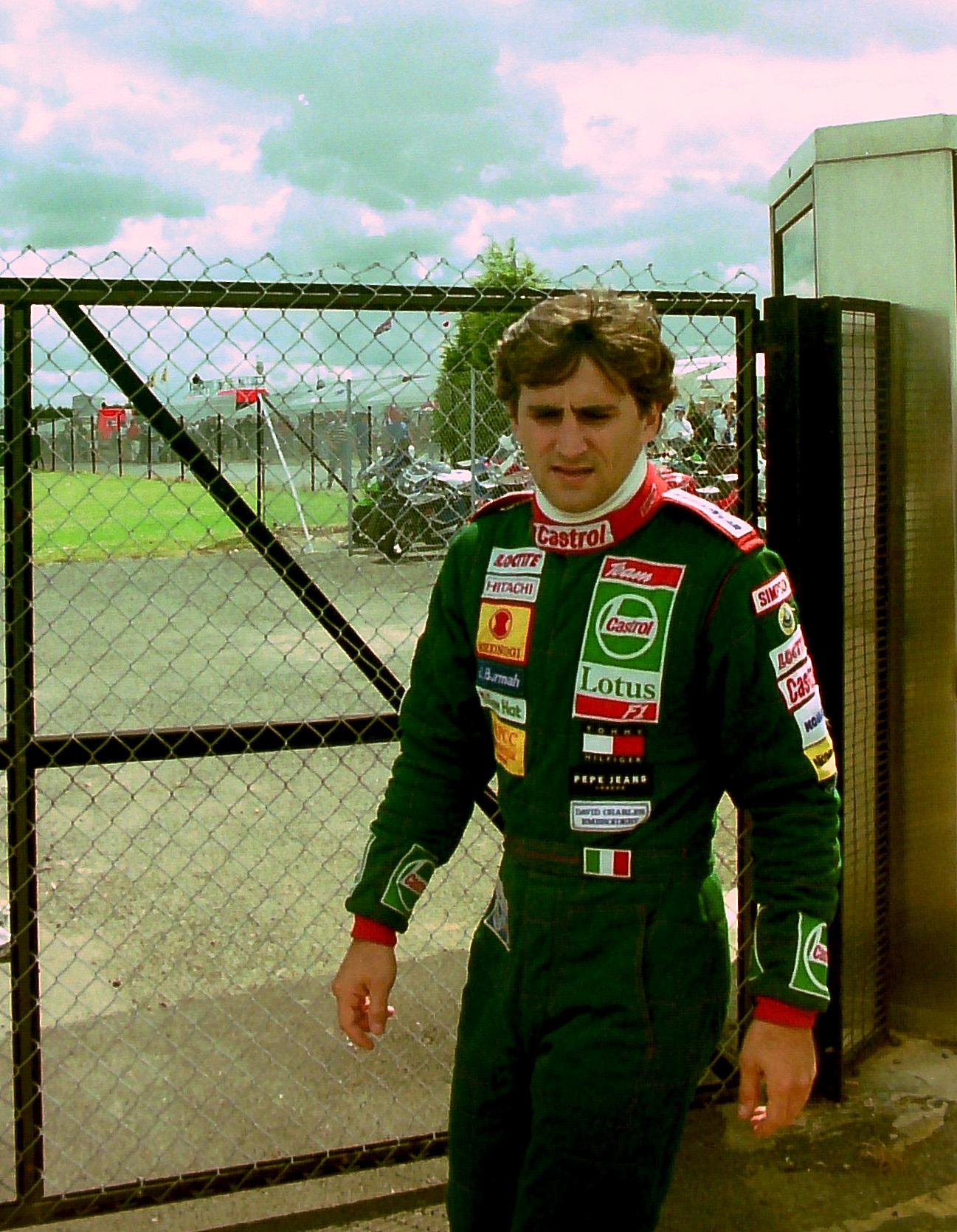
Zanardi alla Lotus nella stagione, nel paddock di Silverstone prima del Gran Premio di Formula 1.

L'anno seguente venne ingaggiato dalla Lotus come seconda guida di Johnny Herbert dopo che in una simulazione di gara a Le Castellet aveva realizzato tempi più veloci di Michael Schumacher, attirando le attenzioni del team inglese. Zanardi firmò un contratto triennale con un'opzione di rinnovo annuale da esercitarsi da parte della squadra. Nella prima parte di stagione, pur esibendo buone doti velocistiche, ebbe un andamento altalenante: ottenne il primo punto mondiale piazzandosi in sesta posizione al Gran Premio del Brasile, in cui era pure rimasto vittima di un infortunio durante la corsa, guidando per gli ultimi venti giri con una mano sola.
A Imola si rese, invece, protagonista di una lunga rimonta fino al quinto posto, ma durante un duello con JJ Lehto per la quarta posizione, ingannato da una frenata anticipata del finlandese, andò in testacoda perdendo la possibilità di ottenere un buon piazzamento. Seguirono un altro ritiro in Spagna, mentre occupava la sesta posizione, e un settimo posto a Monaco. A questo punto della stagione, però, la Lotus decise di evolvere ulteriormente il suo sistema di sospensioni attive, ma questo causò frequenti problemi di affidabilità; inoltre Zanardi, nel tentativo di conquistare qualche risultato utile, cominciò a prendere maggiori rischi in pista e spesso venne costretto al ritiro.
A un incidente fuori dai circuiti, in cui venne investito mentre si trovava in bicicletta a Bologna, se ne sommò un altro durante le prove del Gran Premio del Belgio. Un guasto alle sospensioni fece sì che il pilota si schiantasse a oltre 240 km orari contro le barriere del Raidillon, costringendolo a concludere anticipatamente la stagione. Per la notevole forza che si scaricò sulla sua schiena Zanardi diventò più alto di 3 centimetri. Uscì comunque dall'incidente senza gravi lesioni, nonostante avesse perso conoscenza durante lo scontro. Nonostante poi si fosse ripreso abbastanza in fretta dall'urto, la Lotus decise di sostituirlo con Pedro Lamy in virtù, soprattutto, della dote finanziaria portata dal portoghese, ritrovandosi quindi senza un volante per la stagione successiva.

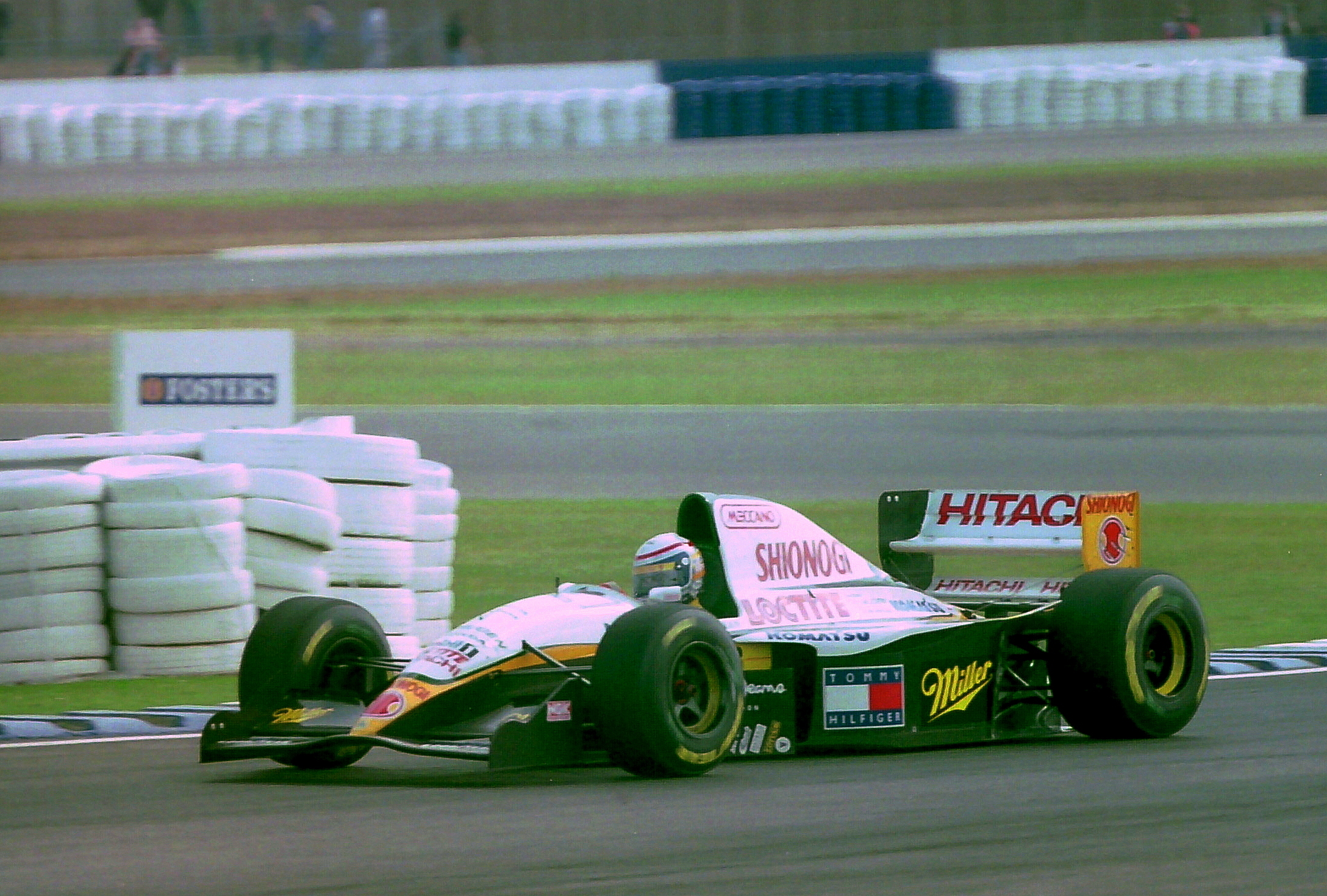
Zanardi alla guida della Lotus 109 nel Gran Premio di Gran Bretagna 1994

Perso il posto nel 1994 a vantaggio di Lamy, mantenne comunque quello di collaudatore nel team inglese, anche grazie alle sue buone capacità di fornire indicazioni agli ingegneri durante i test. Il portoghese fu però vittima di un incidente durante una sessione di test a Silverstone, a causa del cedimento improvviso dell'alettone posteriore, e si ruppe entrambe le gambe; la squadra decise quindi di promuovere nuovamente Zanardi a pilota titolare. Si ritrovò, tuttavia, ad utilizzare una monoposto lenta e non aggiornata, oltre che scarsamente affidabile; inoltre le principali novità tecniche erano riservate in prima battuta a Herbert, pilota di punta della scuderia. Tutto ciò impedì a Zanardi di collezionare punti iridati nel corso della stagione. Inoltre la crisi economica della Lotus spinse il team a rimpiazzarlo in alcune gare con il belga Philippe Adams, pilota pagante che avrebbe dovuto garantire una dote di sponsor abbastanza ingente. Ciò non fu comunque sufficiente per le casse della scuderia che, a fine anno, abbandonò la Formula 1, lasciando Zanardi senza un volante.

#### L'inattività sportiva e l'avvicinamento alla CART
Rimasto senza un contratto per il 1995, Zanardi non prese parte ad alcun evento sportivo, se si eccettua la partecipazione alla Porsche Supercup a Imola, e trascorse gran parte dell'anno a fare l'istruttore nella scuola di guida sicura di Siegfried Stohr. Prese però contatti con Rick Gorne, direttore commerciale della Reynard, che conosceva già dai tempi in cui correva in Formula 3000, per sapere se fosse in grado di offrirgli qualche prospettiva per proseguire la sua carriera nelle categorie minori.
Gorne lo mise in contatto con alcune squadre impegnate nel campionato CART, ma i suoi tentativi di fargli prendere parte a gare per l'anno in corso furono infruttuosi. Zanardi riuscì però ad accordarsi per lo svolgimento di alcuni test con Carl Wells, il quale intendeva entrare con un proprio team nella serie l'anno seguente. Entro la fine della stagione disputò poi due ulteriori corse nella categoria GT3 ottenendo discreti risultati. Chip Ganassi, titolare dell'omonimo team, era però alla ricerca di un secondo pilota da affiancare a Jimmy Vasser per la stagione 1996, e Gorne gli fece il nome di Zanardi; decise quindi di organizzare una sessione di test comparativa con Jeff Krosnoff, in cui il pilota bolognese ben figurò, ottenendo i migliori parziali.

#### I successi nelle corse americane (1996-1998)

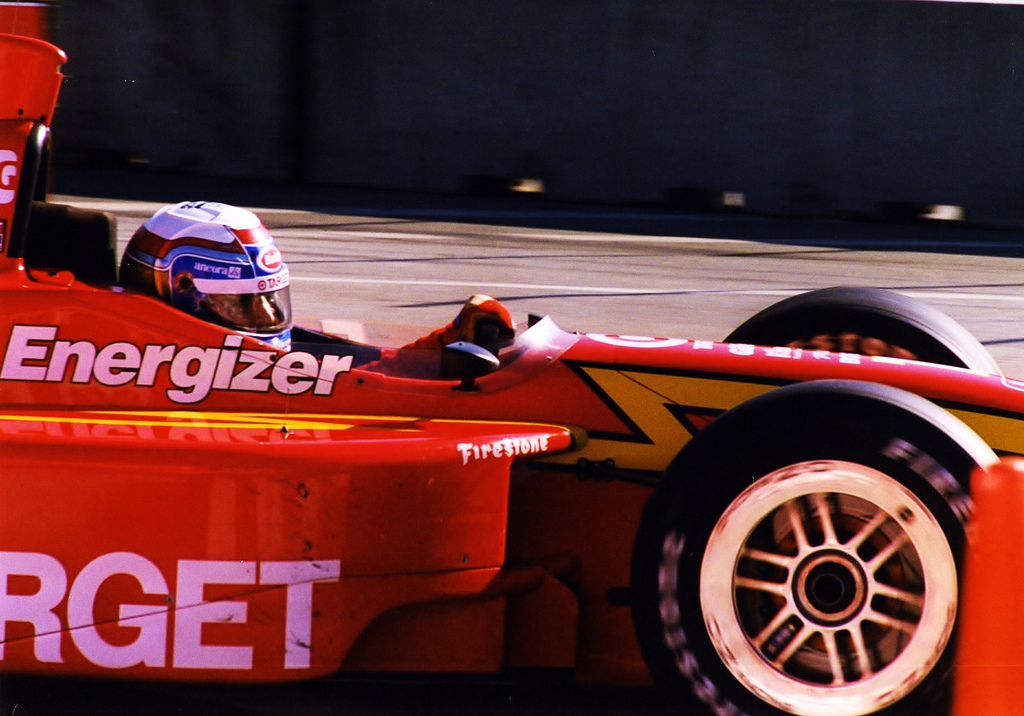
Zanardi nell'abitacolo della sua Reynard durante una gara CART a Vancouver

Nell'ottobre del 1995 il pilota bolognese firmò quindi il contratto con Ganassi, valido per i tre anni seguenti. Zanardi si ambientò velocemente alla serie e già nei test invernali ottenne tempi veloci e vicini a quelli di Vasser. Inoltre instaurò un proficuo rapporto con Morris Nunn, il suo ingegnere di macchina, e con il resto della squadra.
Nonostante un ritiro al primo appuntamento mondiale, dovuto a un errore dei meccanici nell'avvitamento di una ruota durante la sosta ai box, alla successiva corsa in Brasile conquistò la sua prima pole position nella serie. In gara ottenne anche i suoi primi punti, giungendo quarto dopo essere scivolato in fondo al gruppo per un errato calcolo nella strategia di sosta. Nella prima parte di stagione, però, i risultati tardarono ad arrivare, nonostante alcune prestazioni convincenti, sia a causa di alcuni errori di Zanardi sia per alcuni guasti meccanici.
A partire dalla gara di Portland, il pilota italiano cominciò a installarsi stabilmente nelle prime posizioni, entrando nella lotta al titolo: oltre a conquistare pole position e giro veloce, ottenne la prima vittoria stagionale. Nelle gare seguenti spesso riuscì a giungere a podio e, negli ultimi quattro appuntamenti stagionali, riuscì sempre a qualificarsi al primo posto. In tali occasioni vinse due gare, tra cui l'ultimo appuntamento a Laguna Seca, in cui si rese protagonista di un difficile sorpasso alla curva Cavatappi (o Corkscrew), durante l'ultimo giro, ai danni del più esperto Bryan Herta, che fino a quel momento era rimasto in testa. L'enorme risonanza mediatica data all'evento contribuì allo sviluppo di una rivalità sportiva tra i due piloti, che si sarebbe sviluppata negli anni seguenti. Zanardi chiuse la stagione al terzo posto, mentre il suo compagno di squadra si assicurò la vittoria del campionato. Inoltre vinse il titolo di Rookie of the Year, come miglior debuttante. Durante questa esperienza, poi, il suo ingegnere di pista Morris Nunn lo aveva soprannominato Pineapple, per la sua insistenza nell'analizzare l'assetto dell'auto per cercare correzioni di comportamento del mezzo.
Nel 1997 Zanardi partiva tra i favoriti nella lotta al titolo, visto il finale in crescendo che aveva caratterizzato la stagione precedente. Nella prima parte del campionato, pur ottenendo una vittoria a Long Beach e due pole position, rimediò oltre trenta punti di distacco dal leader della classifica Paul Tracy, perdendo punti anche in alcuni circuiti, quali Nazareth e Milwaukee, in cui la monoposto non riusciva a essere competitiva. Tornò a imporsi a Cleveland, in cui partì in pole e vinse dopo aver subito due penalità da parte dei giudici di gara, rimontando dal quintultimo posto al primo. A questo punto, Zanardi giunse secondo a Toronto e ottenne tre successi di fila che lo portarono in testa alla classifica con un ampio margine nei confronti dei suoi inseguitori. Al penultimo appuntamento mondiale, a Laguna Seca, giunse terzo e si laureò per la prima volta campione CART. Saltò anche l'ultima gara per un incidente durante le prove e, per precauzione, decise di non correre, venendo sostituito dall'olandese Arie Luyendyk.

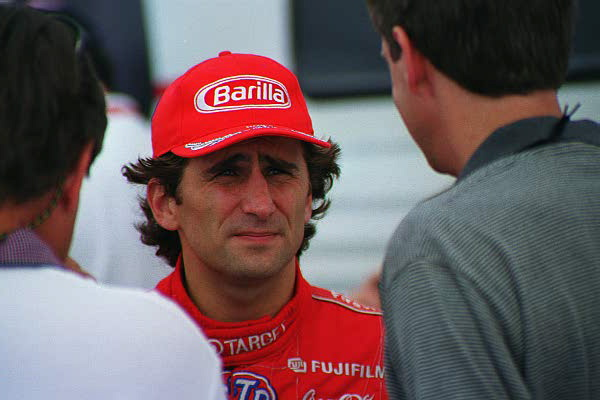
Zanardi a Laguna Seca nel 1998

Considerato ormai il favorito per la lotta al titolo, nel 1998 Zanardi andò incontro alla sua migliore stagione nella categoria: per sette volte conquistò la vittoria e salì sempre sul podio, tranne che in quattro occasioni. Il primo successo arrivò alla terza gara stagionale, a Long Beach, in cui, dopo un contatto al via che lo aveva fatto sprofondare nelle ultime posizioni e doppiato di un giro, incitato dal pubblico, riuscì a rimontare posizione su posizione fino a cogliere la vittoria. Nella prima parte di stagione, solo Greg Moore riuscì a mantenere il passo del pilota italiano, ma a partire dalla corsa di Detroit, Zanardì inanellò quattro vittorie consecutive che gli permisero di staccare i rivali.
A Mid-Ohio fu invece protagonista di una controversa prestazione: pur giungendo dodicesimo e prendendo un punto, durante la gara rimase coinvolto in un incidente con PJ Jones e JJ Lehto, che poi danneggiò anche Michael Andretti. Ritenuto responsabile dell'accaduto, gli venne tolto il risultato ottenuto, fu multato di 50.000 dollari e venne messo sotto osservazione fino al termine del campionato. Lo stile di guida di Zanardi era infatti stato spesso criticato da molti suoi colleghi perché ritenuto troppo aggressivo e in varie occasioni fu attaccato durante le riunioni dei piloti. Nel frattempo, era stato contattato da diverse squadre di Formula 1 per sondare il suo interesse a un eventuale ritorno nella categoria. In particolare Frank Williams si dimostrò molto interessato a ingaggiare il pilota italiano e il contratto venne ufficializzato a settembre, nonostante già da luglio fosse stato raggiunto un accordo tra i due. A Vancouver si laureò, con quattro gare d'anticipo, campione CART per la seconda volta consecutiva e chiuse il campionato con 285 punti, staccando di oltre cento lunghezze il compagno di squadra Jimmy Vasser.

#### Il ritorno in Formula 1 con Williams (1999)

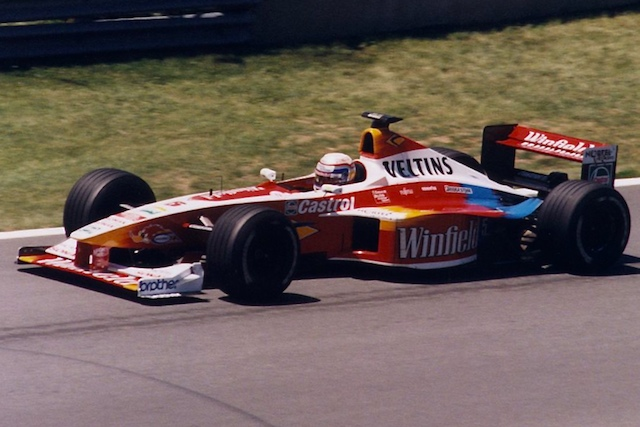
Zanardi su Williams FW21 durante il Gran Premio del Canada 1999

Nel luglio del 1998 Zanardi prese poi contatti con Frank Williams per partecipare al Campionato mondiale di Formula 1 1999, dopo che il suo nome era stato avvicinato anche alla Ferrari. L'italiano firmò dunque un contratto triennale con il team inglese. Durante i test, però, mostrò difficoltà sul giro singolo, mentre il suo passo gara era discreto. Inoltre il pilota doveva adattarsi alle nuove vetture, completamente differenti sia da quelle a cui era abituato negli Stati Uniti, sia da quelle con cui aveva corso in Formula 1 negli anni precedenti, incontrando diverse difficoltà nello sviluppo della monoposto e nella messa a punto della stessa.
Già dalla prima gara stagionale Ralf Schumacher, suo compagno di squadra, ottenne prestazioni migliori e giunse a podio, mentre l'italiano venne costretto al ritiro. Nonostante il sostegno da parte del suo team in questa fase iniziale del campionato, le pressioni su di lui andarono aumentando a fronte anche di risultati non eccellenti, e nel giro di poche corse la fiducia del team nei suoi confronti cominciò a calare; inoltre rimase spesso vittima di guasti meccanici che complicavano il suo percorso nella serie. In Brasile, poi, ricevette pure una multa di cinquemila dollari per aver superato il limite di velocità nella corsia dei box. A Imola, invece, sembrò poter conquistare il primo punto, ma scivolò sull'olio lasciato dal motore della vettura di Herbert, ritirandosi mentre occupava la sesta posizione. Il prosieguo della stagione, però, fu deludente e raramente Zanardi riuscì a concludere le gare, venendo spesso costretto al ritiro o a posizioni di rincalzo. Durante l'estate, poi, venne resa nota l'intesa tra Williams e BMW per la fornitura dei motori a partire dal 2000 e si diffuse la voce che il pilota italiano a fine stagione avrebbe abbandonato la scuderia.
Nonostante ciò in Belgio ripeté il suo miglior risultato in qualifica dell'anno (8°) e sembrava avviarsi verso la conquista dei primi punti stagionali quando, negli ultimi giri, a causa di un errato calcolo della quantità di benzina da immettere nel pit-stop, fu costretto a rientrare ai box per un ulteriore rifornimento, perdendo diverse posizioni. A Monza ottenne la sua miglior qualifica in carriera piazzandosi quarto, ma la rottura del fondo piatto al terzo giro, mentre occupava la terza posizione, non gli permise di mantenere tempi sul giro veloci e terminò la gara settimo. Ormai demoralizzato, Zanardi non ottenne più alcun risultato di rilievo, terminando la stagione a zero punti. Pilota e squadra risolsero quindi il contratto, pare per circa quattro milioni di dollari, e l'italiano si ritrovò senza un volante per l'anno seguente.

#### Il ritorno in America e l'incidente del Lausitzring
Uscito demotivato dall'esperienza in Formula 1, Zanardi si allontanò momentaneamente dal mondo dell'automobilismo. Nel luglio del 2000 tornò, però, negli Stati Uniti per sostenere dei test con il team di Mo Nunn, suo ingegnere all'epoca dei titoli conquistati nella CART e ora proprietario di una scuderia nello stesso campionato, che lo ingaggiò per la stagione 2001. Lo stesso anno prese parte al Rally di Monza, unica competizione a cui partecipò durante il 2000.
Fin dall'inizio del campionato, però, si evidenziarono diversi problemi, tra cui le difficoltà di Zanardi a trovare un buon assetto per le qualifiche e l'inesperienza del team. Inoltre errori di strategia della squadra o inconvenienti tecnici gli impedirono più volte di salire sul podio, tanto che il suo miglior risultato fu un quarto posto a Toronto. La squadra, però, stava acquisendo fiducia grazie ai progressi della monoposto, e il 15 settembre 2001 Zanardi si presentò motivato all'appuntamento europeo del Lausitzring. Le qualifiche non vennero disputate a seguito di un violento acquazzone e la griglia fu determinata in base alla posizione in campionato. Nonostante partisse ventiduesimo riuscì a recuperare posizione su posizione, portandosi al primo posto. A tredici giri dalla fine, dopo aver compiuto la sua ultima sosta, uscendo dai box, dopo aver tolto il limitatore di giri, Zanardi perse improvvisamente il controllo della vettura (pare per la presenza di acqua e olio sulla traiettoria di uscita) che, dopo un testacoda, si intraversò lungo la pista, mentre sulla stessa linea sopraggiungevano ad alta velocità Patrick Carpentier e Alex Tagliani. Il primo riuscì a evitare lo scontro, il secondo no e l'impatto fu violentissimo: la vettura di Tagliani colpì perpendicolarmente la vettura del pilota bolognese all'altezza del muso, dove erano alloggiate le gambe, spezzando in due la Reynard Honda.
Prontamente raggiunto dai soccorsi, Zanardi apparve subito in condizioni disperate: lo schianto aveva provocato, di fatto, l'istantanea amputazione di entrambi gli arti inferiori (il destro al ginocchio ed il sinistro a metà coscia) e il pilota rischiò di morire dissanguato. Per salvargli la vita, Steve Olvey, capo dello staff medico della CART, effettuò un bendaggio compressivo dell'arteria femorale destra, mentre alla coscia sinistra fu necessario ricorrere a un tornichetto per tentare di fermare la grave emorragia. Dopo aver ricevuto l'estrema unzione dal cappellano della serie automobilistica, venne caricato sull'elicottero e condotto all'ospedale di Berlino, dove arrivò in condizione di shock emorragico con un valore di emoglobina di circa 3-4 gr/dl, e fu mantenuto in coma farmacologico per circa quattro giorni dopo avere eseguito una revisione chirurgica di entrambi i monconi degli arti e rimosso anche il ginocchio destro, irrimediabilmente compromesso. Dopo sei settimane di ricovero e una quindicina di operazioni subite Zanardi poté lasciare l'ospedale per cominciare il processo di riabilitazione, nel quale ebbe un ruolo fondamentale Claudio Costa, medico del motomondiale.

#### Il recupero e il rientro alle corse

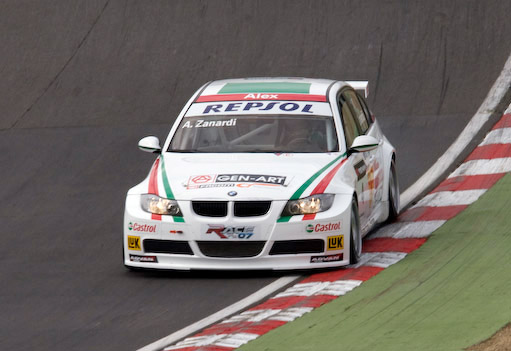
Zanardi in una prova del WTCC 2008 a Brands Hatch

Nel dicembre dello stesso anno si presentò alla premiazione dei Caschi d'oro promossa dalla rivista Autosprint, in cui si alzò dalla sedia a rotelle, suscitando una grande emozione tra i presenti. Zanardi decise poi di riavvicinarsi al mondo delle corse. Scherzando sulla sua menomazione ha affermato che, se si dovesse rompere di nuovo le gambe, questa volta basterebbe soltanto una chiave a brugola per rimetterlo in piedi, e che ora non rischia più di buscarsi un raffreddore camminando scalzo.
Nel 2002 la CART diede al pilota la possibilità di far partire una gara della stagione, a Toronto, e nel 2003 Zanardi tornò nel circuito tedesco nel quale due anni prima era stato vittima del terribile incidente, per ripercorrere simbolicamente i restanti 13 giri della gara del 2001 a bordo di una vettura appositamente modificata. I tempi registrati sul giro furono molto veloci e gli avrebbero permesso di partire dalla quinta posizione, se il pilota fosse stato iscritto al campionato.
Grazie anche a questo fatto Zanardi tornò a correre e nel 2005 tornò alla vittoria aggiudicandosi a bordo di una BMW 320si WTCC del team Italy-Spain la seconda gara del Gran Premio di Germania il 28 agosto a Oschersleben, gara valida per il Mondiale Turismo. Il bolognese, sempre nello stesso anno, riuscì a conquistare il Campionato Italiano Superturismo. Nell'ottobre del 2005 vinse la prima manche del Campionato Europeo Superturismo a Vallelunga, ma nella seconda corsa gli svedesi Björk e Göransson dilagarono impedendogli di vincere il titolo. Nel 2006 partecipa ancora con la BMW al Campionato Italiano Superturismo e al WTCC, nel quale conquista la seconda vittoria in campo internazionale dall'incidente del Lausitzring nella gara 1 della tappa turca del WTCC a Istanbul. Nel 2009 si impone in gara-1 a Brno.
Nel novembre del 2004 si è aggiudicato il premio "Tor Vergata - Etica nello sport", organizzato dall'Università degli Studi di Roma "Tor Vergata" e assegnato ogni anno a personalità sportive che si sono contraddistinte per lealtà, correttezza, impegno sociale e lotta al doping.
Zanardi, nel fine settimana dal 24 al 26 novembre 2006, è tornato in pista a Valencia al volante di una BMW Sauber. Per entrare nell'abitacolo si è fatto preparare protesi speciali con numero di scarpa 36. Intervistato sull'evento, Alex ha dichiarato che la BMW sta facendo provare una F1 a un portatore di handicap, ringrazia tutti e soprattutto, sulla possibilità di tornare a correre in F1, ha espresso il suo parere negativo per un intero campionato. Insieme a Reinhold Messner è stato testimonial della cerimonia di apertura dei IX Giochi Paralimpici invernali di Torino 2006. Celebre l'inizio del suo intervento: "Mi chiamo Alex Zanardi e sono un pilota".
Nel 2014 prende parte alla Blancpain Sprint Series alla guida di una BMW Z4 GT3 per il team ROAL Motorsport. Nel 2015 prese parte alla sola 24 Ore di Spa, mentre nel 2016 partecipò alla gara di chiusura del Campionato Italiano Gran Turismo 2016, al Mugello, vincendo gara 2. Nell'agosto 2018 prende parte alla tappa italiana del campionato DTM presso il circuito di Misano, dove coglie un tredicesimo posto in gara 1 e un quinto posto in gara 2. Nel gennaio 2019 partecipa alla 24 Ore di Daytona a bordo di una BMW M8 GTE, che guida assieme a John Edwards, Jesse Krohn e Chaz Mostert, terminando la competizione al trentaduesimo posto assoluto e nono di categoria.

### Risultati

#### Risultati completi in Formula 1
| 1991 | Scuderia | Vettura |  |  |  |  |  |  |  |  |  |  |  |  |  |   |     |   |  | Punti | Pos. |
| ---- | -------- | ------- |  |  |  |  |  |  |  |  |  |  |  |  |  | - | --- | - |  | ----- | ---- |
| 1991 | Jordan   | 191     |  |  |  |  |  |  |  |  |  |  |  |  |  | 9 | Rit | 9 |  | 0     |      |

| 1992 | Scuderia | Vettura |  |  |  |  |  |  |  |  |    |     |    |  |  |  |  |  |  | Punti | Pos. |
| ---- | -------- | ------- |  |  |  |  |  |  |  |  | -- | --- | -- |  |  |  |  |  |  | ----- | ---- |
| 1992 | Minardi  | M192    |  |  |  |  |  |  |  |  | NQ | Rit | NQ |  |  |  |  |  |  | 0     |      |

| 1993 | Scuderia | Vettura |     |   |   |     |    |   |    |     |     |     |     |    |  |  |  |  |  | Punti | Pos. |
| ---- | -------- | ------- | --- | - | - | --- | -- | - | -- | --- | --- | --- | --- | -- |  |  |  |  |  | ----- | ---- |
| 1993 | Lotus    | 107B    | Rit | 6 | 8 | Rit | 14 | 7 | 11 | Rit | Rit | Rit | Rit | NP |  |  |  |  |  | 1     | 20º  |

| 1994 | Scuderia | Vettura  |  |  |  |  |   |    |     |     |     |    |  |     |  |    |    |     |  | Punti | Pos. |
| ---- | -------- | -------- |  |  |  |  | - | -- | --- | --- | --- | -- |  | --- |  | -- | -- | --- |  | ----- | ---- |
| 1994 | Lotus    | 107C/109 |  |  |  |  | 9 | 15 | Rit | Rit | Rit | 13 |  | Rit |  | 16 | 13 | Rit |  | 0     |      |

| 1999 | Scuderia | Vettura |     |     |    |   |     |     |     |    |     |     |     |   |   |     |    |     |  | Punti | Pos. |
| ---- | -------- | ------- | --- | --- | -- | - | --- | --- | --- | -- | --- | --- | --- | - | - | --- | -- | --- |  | ----- | ---- |
| 1999 | Williams | FW21    | Rit | Rit | 11 | 8 | Rit | Rit | Rit | 11 | Rit | Rit | Rit | 8 | 7 | Rit | 10 | Rit |  | 0     | 19º  |

| Legenda | 1º posto     | 2º posto | 3º posto    | A punti         | Senza punti/Non class.  | Grassetto – Pole position Corsivo – Giro più veloce |
| Legenda | Squalificato | Ritirato | Non partito | Non qualificato | Solo prove/Terzo pilota | Grassetto – Pole position Corsivo – Giro più veloce |

#### Risultati completi in CART/Champ Car
| Anno | Team                  | Telaio      | Motore     | 1      | 2      | 3      | 4      | 5      | 6      | 7      | 8      | 9      | 10     | 11    | 12     | 13     | 14     | 15     | 16    | 17     | 18    | 19    | 20  | Punti | Pos. |
| ---- | --------------------- | ----------- | ---------- | ------ | ------ | ------ | ------ | ------ | ------ | ------ | ------ | ------ | ------ | ----- | ------ | ------ | ------ | ------ | ----- | ------ | ----- | ----- | --- | ----- | ---- |
| 1996 | Target Ganassi Racing | Reynard 96i | Honda HRH  | MIA 24 | RIO 4  | SRF 21 | LBH 24 | NAZ 13 | MCH 17 | MIL 13 | DET 11 | POR 1  | CLE 2  | TOR 2 | MCH 21 | MDO 1  | ROA 3  | VAN 26 | LAG 1 |        |       |       |     | 132   | 3°   |
| 1997 | Target Chip Ganassi   | Reynard 97i | Honda HRR  | MIA 7  | SRF 4  | LBH 1  | NAZ 11 | RIO 4  | GAT 4  | MIL 13 | DET 26 | POR 11 | CLE 1  | TOR 2 | MCH 1  | MDO 1  | ROA 1  | VAN 4  | LAG 3 | FON NP |       |       |     | 195   | 1°   |
| 1998 | Chip Ganassi Racing   | Reynard 98i | Honda HRK  | MIA 3  | MOT 23 | LBH 1  | NAZ 2  | RIO 2  | GAT 1  | MIL 8  | DET 1  | POR 1  | CLE 1  | TOR 1 | MCH 3  | MDO 12 | ROA 2  | VAN 4  | LAG 2 | HOU 2  | SRF 1 | FON 3 |     | 285   | 1°   |
| 2001 | Mo Nunn Racing        | Reynard 01i | Honda HR-1 | MTY 24 | LBH 26 | NAZ 20 | MOT 7  | MIL 11 | DET 24 | POR 26 | CLE 13 | TOR 4  | MCH 20 | CHI 9 | MDO 19 | ROA 13 | VAN 24 | LAU 20 | ROC   | HOU    | LAG   | SRF   | FON | 24    | 23°  |

#### Risultati completi alla 24 Ore di Daytona
| Anno | Team         | Co-Piloti                             | Vettura    | Classe | Giri | Pos. | Class Pos. |
| ---- | ------------ | ------------------------------------- | ---------- | ------ | ---- | ---- | ---------- |
| 2019 | BMW Team RLL | John Edwards Chaz Mostert Jesse Krohn | BMW M8 GTE | GTLM   | 553  | 31°  | 9°         |

## Paraciclismo

### Carriera
(Da un incontro con studenti delle scuole romane)

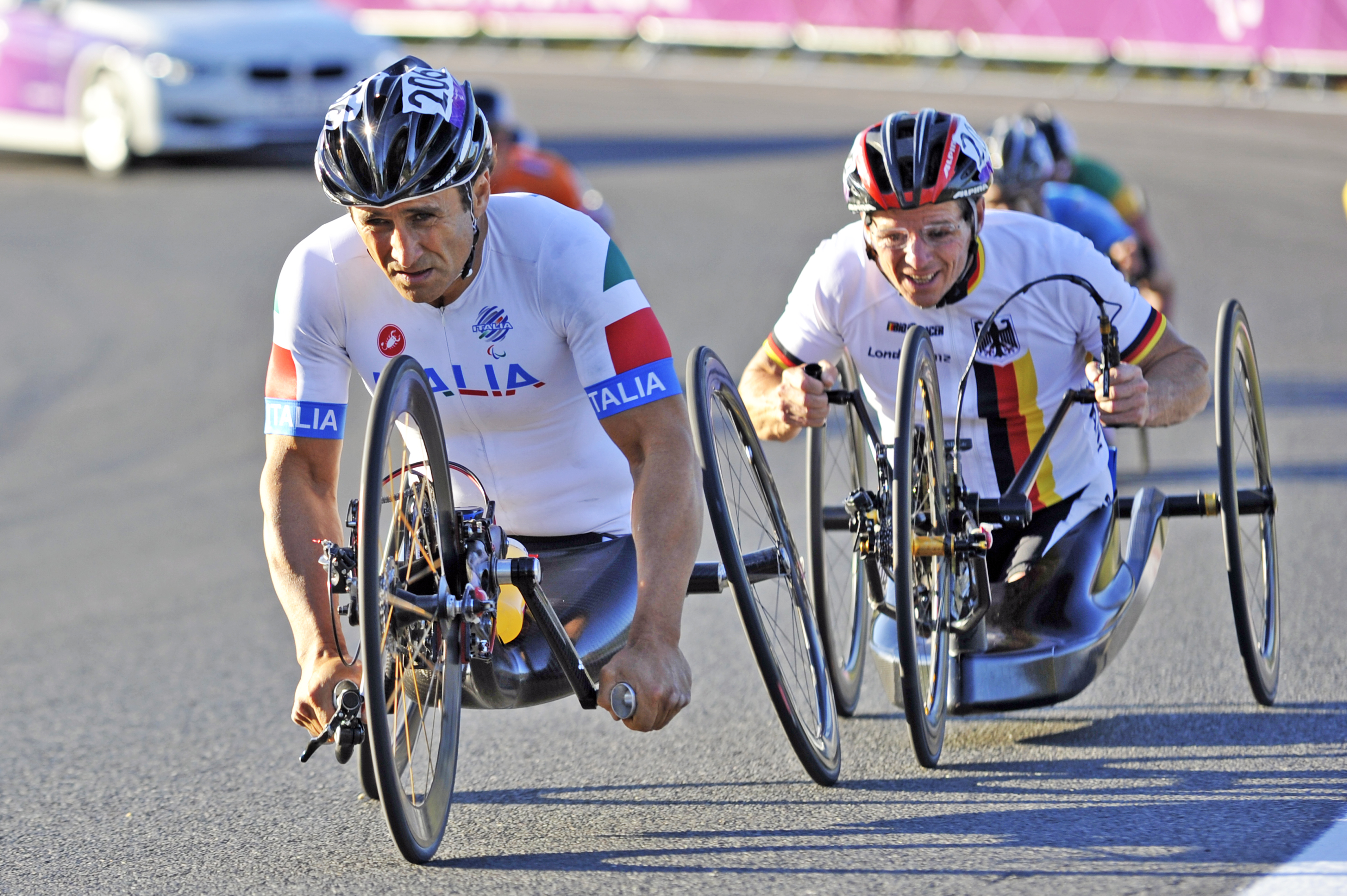
Zanardi in gara ai Giochi paralimpici di

Apprezzato sia come atleta sia come persona per l'atteggiamento positivo verso la vita e le sue avversità, dopo l'incidente del Lausitzring, Zanardi ha cominciato a partecipare a varie manifestazioni per atleti disabili e, parallelamente all'impegno automobilistico, ha intrapreso una nuova carriera sportiva nel paraciclismo dove corre in handbike nelle categorie H4 e successivamente H5.
Ha preso parte alla sua prima gara partecipando alla maratona di New York nel 2007, in cui ha colto un sorprendente 4º posto. Il 19 giugno 2010, ai campionati italiani di ciclismo su strada di Treviso, ha conquistato la maglia tricolore. Ai campionati mondiali del 2011 a Roskilde, in Danimarca, ha vinto la medaglia d'argento nella prova a cronometro, e ha ottenuto un 5º posto nella prova in linea. Il 6 novembre 2011 ha vinto la maratona newyorkese, stabilendo nell'occasione anche il nuovo record della categoria handbike. Il 18 marzo 2012 ha vinto la maratona di Roma, timbrando anche stavolta il record del percorso.
Nell'estate del 2012 si presenta al via dei XIV Giochi paralimpici estivi di Londra, con ambizioni di medaglia sia a cronometro sia su strada. Il 5 settembre conquista l'oro nella gara contro il tempo svoltasi sul circuito di Brands Hatch. Nella stessa pista, il 7 settembre ottiene il suo secondo titolo paralimpico, stavolta nella prova su strada. Il giorno dopo riesce a ottenere la sua terza medaglia, questa volta d'argento, nella staffetta a squadre mista H1-4, assieme a Francesca Fenocchio e Vittorio Podestà. Al termine della Paralimpiade, viene scelto come portabandiera azzurro per la cerimonia di chiusura dei Giochi. Il 4 ottobre seguente, in virtù dei risultati conseguiti a Londra, viene eletto "Atleta del mese" da un sondaggio online del Comitato Paralimpico Internazionale.
L'anno successivo, Zanardi si conferma ai massimi livelli della sua categoria. In Canada, nello spazio di pochi giorni, dapprima vince la Coppa del mondo, e ai successivi campionati mondiali su strada di Baie-Comeau inanella tre medaglie d'oro, confermandosi dopo la Paralimpiade nelle prove a cronometro e su strada, e trionfando stavolta anche nella staffetta mista assieme a Vittorio Podestà e Luca Mazzone. L'anno successivo ai mondiali statunitensi di Greenville, Zanardi trionfa nuovamente nella cronometro e nella staffetta, mentre nella gara in linea conquista la medaglia d'argento alle spalle del sudafricano Ernst Van Dyk. Nel 2015, ai campionati mondiali su strada di Nottwil in Svizzera, si ripete aggiudicandosi i due titoli della categoria H5, a cronometro e in linea, e la staffetta mista in terzetto con Vittorio Podestà e Luca Mazzone.

### Palmarès

#### Vittorie
- 2012

1ª prova Coppa del mondo, Prova a cronometro H4 (Roma)
1ª prova Coppa del mondo, Prova in linea H4 (Roma)
Giochi paralimpici, Prova a cronometro H4
Giochi paralimpici, Prova in linea H4
- 2013

1ª prova Coppa del mondo, Prova a cronometro H4 (Merano)
1ª prova Coppa del mondo, Prova in linea H4 (Merano)
2ª prova Coppa del mondo, Prova a cronometro H4 (Segovia)
2ª prova Coppa del mondo, Prova in linea H4 (Segovia)
3ª prova Coppa del mondo, Prova a cronometro H4 (Matane)
Campionati del mondo, Prova a cronometro H4
Campionati del mondo, Prova in linea H4
Campionati del mondo, Staffetta mista
- 2014

1ª prova Coppa del mondo, Prova a cronometro H5 (Castiglione della Pescaia)
1ª prova Coppa del mondo, Prova in linea H5 (Castiglione della Pescaia)
2ª prova Coppa del mondo, Prova in linea H5 (Segovia)
2ª prova Coppa del mondo, Staffetta mista (Segovia)
Campionati del mondo, Prova a cronometro H5
Campionati del mondo, Staffetta mista
- 2015

1ª prova Coppa del mondo, Prova a cronometro H5 (Maniago)
1ª prova Coppa del mondo, Staffetta mista (Maniago)
Campionati del mondo, Prova a cronometro H5
Campionati del mondo, Prova in linea H5
Campionati del mondo, Staffetta mista
- 2016

2ª prova Coppa del mondo, Prova in linea H5 (Ostenda)
Giochi paralimpici, Prova a cronometro H5
Giochi paralimpici, Staffetta mista
- 2017

1ª prova Coppa del mondo, Staffetta mista (Maniago)
- 2018

1ª prova Coppa del mondo, Staffetta mista (Ostenda)
Campionati del mondo, Prova in linea H5
Campionati del mondo, Staffetta mista
- 2019

1ª prova Coppa del mondo, Prova a cronometro H5 (Corridonia)

#### Piazzamenti
- Campionati del mondo su strada[72]

Bogogno 2009 - Cronometro HC C: 15º
Bogogno 2009 - In linea HC C: 14º
Baie-Comeau 2010 - Cronometro H4: 5º
Baie-Comeau 2010 - In linea H4: 6º
Roskilde 2011 - Cronometro H4: 2º
Roskilde 2011 - In linea H4: 5º
Baie-Comeau 2013 - Cronometro H4: vincitore
Baie-Comeau 2013 - In linea H4: vincitore
Baie-Comeau 2013 - Staffetta mista: vincitore
Greenville 2014 - Cronometro H5: vincitore
Greenville 2014 - In linea H5: 2º
Greenville 2014 - Staffetta mista: vincitore
Nottwil 2015 - Cronometro H5: vincitore
Nottwil 2015 - In linea H5: vincitore
Nottwil 2015 - Staffetta mista: vincitore
Pietermaritzburg 2017 - Cronometro H5: 2º
Pietermaritzbirg 2017 - In linea H5: vincitore
Pietermaritzburg 2017 - Staffetta mista: vincitore
Maniago 2018 - Cronometro H5: 3º
Maniago 2018 - In linea H5: 7º
Maniago 2018 - Staffetta mista: 2º
Emmen 2019 - Cronometro H5: vincitore
Emmen 2019 - In linea H5: 2º
Emmen 2019 - Staffetta mista: vincitore
- Giochi paralimpici

 Oro Cronometro H4 - Londra 2012
 Oro In linea H4 - Londra 2012
 Argento Staffetta mista H1-4 - Londra 2012:
 Oro Cronometro H5 - Rio de Janeiro 2016
 Argento In linea H5 - Rio de Janeiro 2016
 Oro Staffetta mista H1-5 - Rio de Janeiro 2016

## Dopo il ritiro
Ha collaborato come voce narrante nella serie a cartoni animati Roary the racing car trasmessa nel 2008 da Rai Gulp e poi da Rai Yoyo; il suo compenso è stato interamente devoluto in beneficenza.
Ha doppiato il personaggio di Guido nei film d'animazione Cars - Motori ruggenti del 2006 e Cars 2 del 2011, parlando in dialetto modenese nella versione italiana del film, e in italiano nelle altre versioni. Ha ripreso il ruolo anche in Cars 3.
Nel 2010 debutta come conduttore televisivo, conducendo su Rai 3 il programma di divulgazione scientifica E se domani, sulla scienza e le nuove tecnologie. Il programma ottiene buoni riscontri per via del carattere di semplicità del linguaggio divulgativo sollecitato dal conduttore che, non essendo addentro alla materia, svolge più il ruolo di "curioso" che non di "conoscitore".
Dal 2012 al 2016 conduce il programma di divulgazione sportiva Sfide, sempre su Rai 3. Nella parte di se stesso, è inoltre apparso varie volte come guest star nella sitcom Camera Café. Il 2 giugno 2020 conduce in prima serata in prima visione su Rai 1 in occasione della Festa della Repubblica Storie tricolori - Non mollare mai, con molti ospiti del mondo dello sport e dello spettacolo.
Compare in un cameo nel film Rush del 2013, nei panni di un telecronista italiano.

## Programmi TV
- E se domani (2010-2011)
- Sfide (2012-2016)

## Opere
- ...però, Zanardi da Castel Maggiore!, con Gianluca Gasparini, Milano, Baldini Castoldi Dalai Editore, 2003, ISBN 978-88-84903-29-7.
- Alex guarda il cielo - Il mito dell'uomo antico. Le fiabe degli eroi moderni, illustrazioni di Pietro Grandi, con Claudio Marcello Costa, Milano, Fucina Editore, 2006, ISBN 978-88-88269-15-3.
- Volevo solo pedalare: ...ma sono inciampato in una seconda vita, con Gianluca Gasparini, Rizzoli, 2016, ISBN 978-88-17090-22-3.
- «Quel ficcanaso di Zanardi». Osservando lo sport ho capito meglio la vita, con Gianluca Gasparini, Rizzoli, 2019, ISBN 978-8817138802.

## Riconoscimenti
- Casco d'Oro Speciale della rivista Autosprint nel 1996, 2001, 2008, 2011, 2012 e 2016
- Casco d'Oro Cart della rivista Autosprint nel 1997 e 1998
- Premio Sport e Solidarietà dell'AVIS nel 2002
- Laureus World Comeback of the Year nel 2005
- Casco d'Oro Turismo della rivista Autosprint nel 2005
- Premio Città di Mestre nel 2006
- Giro d'onore della Federazione Ciclistica Italiana nel 2012[80]
- Ape d'Oro del Comune di Castel Maggiore nel 2013[81]
- Premio Letterario Sportivo Memo Geremia nel 2017 per Volevo solo pedalare[82]